# (480) Ганза
(480) Ганза (нем. Hanse) — довольно крупный астероид главного пояса, который принадлежит к светлому спектральному классу S и возглавляет одноимённое семейство. Он был открыт 21 мая 1901 года немецким астрономом Максом Вольфом и итальянским астрономом Луиджи Карнера в обсерватории Хайдельберга и назван в честь Ганзы, союза немецких свободных городов в XIII—XVII веках.

Орбита астероида Ганза и его положение в Солнечной системе
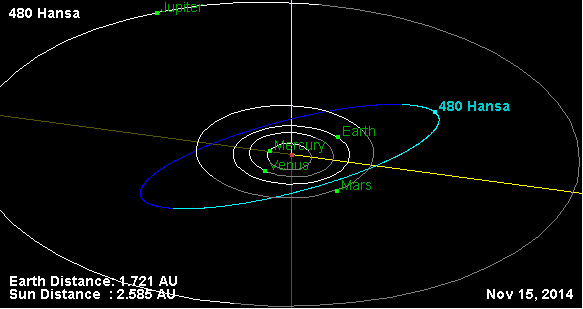
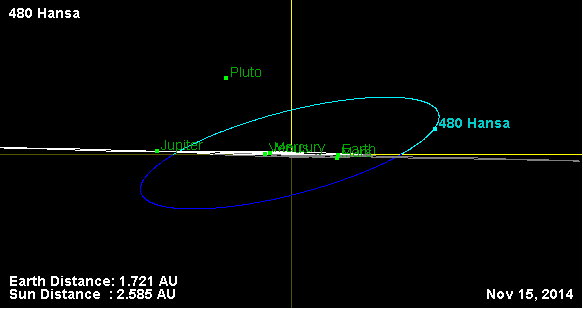